# Jan Calikowski
Jan Jakub Calikowski (ur. 25 lipca 1924 w Krakowie, zm. 16 listopada 1997 w Warszawie) – polski geolog, doktor nauk przyrodniczych. Zajmował się geologią inżynierską, mechaniką i zamrażaniem gruntów w budownictwie kopalnianym. Specjalizował się także w genezie złóż ropy naftowej oraz kierunkach ich podziemnej migracji.

## Młodość
Tuż przed wybuchem wojny (1939) ukończył jedno z krakowskich gimnazjów. Podczas wojny uczył się w krakowskiej Państwowej Szkole Przemysłowej (Wydział Budowy Maszyn). Po zakończeniu wojny uzyskał świadectwo dojrzałości w tamtejszym liceum matematyczno-fizycznym.
Jeszcze w 1949 podjął studia geologiczne na Uniwersytecie Jagiellońskim. Studia te ukończył w 1953, broniąc pracy dyplomowej Profil sedymentacyjny piaskowców istebniańskich napisanej pod kierunkiem prof. Mariana Książkiewicza.

## W Państwowym Instytucie Geologicznym (PIG)
Będąc jeszcze studentem (1951), rozpoczął pracę w krakowskiej placówce PIG - Zakładzie Geologii Inżynierskiej. Zajmował się orzecznictwem geologiczno-inżynierskim dla Nowej Huty oraz dla Nowych Tych. W 1955 przeniósł się do Warszawy, kontynuując pracę w warszawskiej placówce PIG. Następnie (lata 1958-1981), aż do przejścia na emeryturę, pracował w Zakładzie Złóż Ropy, Soli i Surowców Chemicznych, tworząc od podstaw laboratorium badania bituminów oraz własności zbiornikowych skał (Laboratorium Skał Bitumicznych). Zgłębiał zagadnienia genezy złóż ropy naftowej, interesował się ustaleniami kierunków migracji na podstawie wskaźników geochemicznych.

## Dalsza kariera
W 1966 uzyskał stopień doktora, za pracę Rola skał syluru syneklizy perybałtyckiej w powstawaniu ropy naftowej i jej akumulacji, której promotorem był prof. Antoni Gaweł. Siedem lat później (1973) otrzymał stanowisko docenta.
Calikowski był autorem wielu opracowań archiwalnych w zakresie badań bitumiczności i własności fizycznych skał różnych rejonów Polski. Został też (1964) laureatem zespołowej Nagrody Państwowej II stopnia w zakresie postępu technicznego za opracowanie Budowa geologiczna Niżu Polskiego.

## Patenty
Był wynalazcą kilku oryginalnych rozwiązań technicznych, m.in. współautorem wynalazku zarejestrowanego w Urzędzie Patentowym, który służył do określania gęstości gruntów sypkich w otworach wiertniczych, bez pobierania ich próbek (metoda neutronowa).